# Abbaye de Corbion
Ne doit pas être confondu avec Abbaye de Corbie ou Abbaye de Corbigny.
L’ancienne abbaye bénédictine de Corbion, parfois appelée abbaye Saint-Lomer de Corbion, est située dans la commune actuelle de Moutiers-au-Perche, dans le département de l'Orne, en Normandie. Fondée à la fin du VIe siècle sur le site supposé de l'ermitage de Laumer, elle a été détruite en 873 lorsque le nord-ouest de la Neustrie a été ravagée par des raids vikings d'Hasting.
L'abbaye Saint-Laumer de Blois, en Loir-et-Cher, a néanmoins été fondée par des héritiers de Corbion fuyant sa destruction et a perduré jusqu'à sa dissolution pendant la Révolution de 1789.

## Histoire

### Le monastère de Corbion
Après être venu se retirer dans le Perche pour vivre une vie d'ermite, Laumer s'entoura de disciples et ensemble ils fondèrent un monastère entre les années 573 et 613. Selon la tradition, ce monastère est d'ailleurs le premier du genre à apparaître dans la région, expliquant l'actuelle dénomination de Moutiers-au-Perche (Moutiers étant une dérivation du mot monastère).

### L'exil
L'abbaye est cependant victime en 873 des raids vikings qui ravagent la Normandie. Les moines décident alors de fuir la région et trouvent refuge sur les bords de la Loire, à la chapelle Saint-Calais du château médiéval de Blois, où ils rejoignent des bénédictins dans la même situation et qui s'étaient déjà établis depuis 866, avec la bénédiction des comtes de Blois et rois des Francs.

### La consécration de l'abbaye Saint-Laumer
Alors que le comté blésois se dote d'un seigneur distinct du souverain des Francs au début du siècle suivant, les bénédictins de Saint-Calais et de Saint-Laumer sont priés de déplacer leurs quartiers de l'enceinte du château ; le roi Raoul leur concède ainsi, sur requête du vicomte Thibaud l'Ancien, l'église Saint-Lubin ainsi que les droits féodaux sur le faubourg du Foix,, situés en contrebas de la motte castrale. Après l'incendie qui consume cette chapelle en 1114, les moines érigent une abbaye nommée en l'honneur de leur saint, l'abbaye Saint-Laumer de Blois, dont le prestige ne se dissolvera qu'à la Révolution, au XVIIIe siècle.
Lors de leurs premiers siècles de séjour à Blois, les abbés de Saint-Laumer se sont souvent revendiqués comme étant de Corbion, au moins jusqu'à la construction de l'abbaye blésoise au XIIe siècle et l'affirmation de son importance dans le comté de Blois-Champagne, mais également dans le Perche et en Auvergne (voir la liste des dépendances de l'abbaye Saint-Laumer de Blois).

### Retour au village
Peu après le retour du comte Rotrou III du Perche de la première croisade, à la toute fin du XIe siècle, les moines de l'abbaye Saint-Laumer de Blois obtiennent un certain nombre de privilèges pour rétablir une vie monastique sur le berceau de leur fondateur. Une partie d'entre eux revient dans le Perche et rétablit les bâtiments près de la Corbionne et, les moines, aidés des villageois construisent une grande église, nommée église Notre-Dame du Mont-Harou, à flanc de coteau.